# Walter Glass
Walter Glass  (* 7. März 1889 in Magdeburg-Buckau als Richard August Walther Glaß; † 2. Dezember 1956 in Berlin) war ein deutscher Widerstandskämpfer gegen den Nationalsozialismus (Rote Kapelle und Saefkow-Jacob-Bästlein-Organisation).

## Leben
Walter Glass, Sohn des Drehers Richard Glaß, war Inhaber einer Modelltischlerei. Die Familie wohnte eigentlich in Berlin-Schöneberg, nahm aber wegen der häufigen Luftangriffe ein Angebot der Geschwister Hanna Döring und Bertha Döring  an, in deren Wohnung nach Berlin-Zehlendorf in die Berliner Straße 18 zu ziehen.
Glass stand im Kontakt mit Angehörigen von Widerstandsgruppen (Rote Kapelle und Saefkow-Jacob-Bästlein-Organisation).  1944 beherbergte und versorgte er mit seinen Töchtern Vera Wulff und Lucie Nix den geflohenen Kommunisten Bernhard Bästlein. Die Familie Glass hatte auch Kontakt zu Franz Jacob. Zu den Freunden der Familie Glass gehörten ferner Wilhelm Schürmann-Horster und dessen Frau Claire. Aufgrund seiner beruflichen Tätigkeit fielen die zahlreichen Besucher in der Modelltischlerei zunächst nicht auf. Am 5. Juli 1944 wurde Glass jedoch festgenommen. Schon am 1. November verurteilte ihn der Volksgerichtshof zu vier Jahren Zuchthaus.